# Honoré Riouffe
Honoré Jean Riouffe (Rouen, 1º aprile 1764 – Nancy, 30 novembre 1813) è stato un politico francese.

## Biografia
Honoré Riouffe nacque a Rouen, rimanendo presto orfano del padre chirurgo. Appassionato di teatro, fu egli stesso drammaturgo e poeta dilettante. Divenuto avvocato sotto l'Ancien régime, salutò con favore la Rivoluzione, legandosi in seguito ai Girondini, che seguì in Normandia e nella Gironda quando furono proscritti. Fu arrestato a Bordeaux il 4 ottobre 1793 e tradotto nel carcere della Conciergerie, sull'Île de la Cité parigina. Rimase in prigione per quattordici mesi, liberato solo dopo il colpo di stato termidoriano.
Abbracciò quindi gli ideali termidoriani, scrivendo un testo tanto ripreso dagli storici quanto parziale e inattendibile: i Mémoires d'un détenu pour servir à l'histoire de la tyrannie de Robespierre. Nell'opera, diretta in particolar modo contro l'Incorruttibile, l'autore riportava giudizi, vicende autobiografiche, e, tra molte altre cose, le parole pronunciate dai condannati a morte al momento di salire sul patibolo, pretendendo di averle udite dai carcerieri. Fu lui il primo, ad esempio, ad affermare che Manon Roland disse prima di morire la celebre frase: « Oh liberté, que de crimes on commet en ton nom! » (O libertà, quanti delitti si commettono nel tuo nome!). Gli aneddoti che attaccano Robespierre sono spesso messi in bocca a Danton, in una valutazione complessivamente positiva dell'avvocato di Arcis e nel tentativo di mostrare il disprezzo in cui il Cordigliere teneva il Giacobino.
Riouffe nutrì poi ammirazione per Napoleone Bonaparte, che aveva preso il potere con il colpo di stato del 18 brumaio (9 novembre 1799). Sotto il Consolato fu prima segretario e poi presidente del Tribunato, mentre fu prefetto durante il Primo Impero. Creato barone dell'Impero (9 marzo 1810), morì a Nancy il 30 novembre 1813, a causa del tifo contratto visitando gli ospedali della città lorenese dov'erano ricoverati i reduci della Campagna di Russia.